# Fallicambarus petilicarpus
Fallicambarus petilicarpus é uma espécie de crustáceo da família Cambaridae.
É endémica dos Estados Unidos.